# Limnichoderus conspectus
Limnichoderus conspectus är en skalbaggsart som beskrevs av Wooldridge 1981. Limnichoderus conspectus ingår i släktet Limnichoderus och familjen lerstrandbaggar. Inga underarter finns listade i Catalogue of Life.